# Преадаптація
Преадапта́ція (від лат. prae — перед і адаптація) — виникнення в організмі (або органі) потенційно адаптивних (пристосовних) ознак, які можуть мати пристосовне значення в змінених умовах існування. Преадаптацією називають також сам процес набуття преадаптивних особливостей. Преадаптивні властивості розвиваються на основі попередніх постадаптацій і підготовляють орган до прийняття на себе нових функцій або ж організм — до освоєння нових умов середовища. Преадаптація виникає внаслідок  мутацій і контролюється природним відбором і є його побічним наслідком.